# Route nationale 12 (Congo-Kinshasa)
Pour les articles homonymes, voir Route nationale 12.
La route nationale 12 (RN12) est une route nationale de la République démocratique du Congo parcourant 460 km. 

## Parcours
Elle relie la ville de Boma à Mbanza-Ngungu. Les villes principales traversées par la RN12 sont, d'Ouest en Est : Boma, Tshela, Luozi, Mbanza-Ngungu.